# تیم ملی فوتبال زیر ۲۱ سال هلند
تیم ملی فوتبال زیر ۲۱ سال هلند (انگلیسی: Netherlands national under-21 football team) یا تیم ملی فوتبال جوانان هلند، نماینده کشور هلند در مسابقات فوتبال جوانان اروپا و جهان است که زیر نظر اتحادیه فوتبال سلطنتی هلند فعالیت می‌کند.
از افتخارات این تیم میتوان به کسب قهرمانی در مسابقات زیر ۲۱ سال اروپا در سال‌های ۲۰۰۶ و ۲۰۰۷ اشاره کرد.